# Sublime
Sublime (1988—1996) — американская группа, игравшая смесь рока, ска-панка, ска, регги, даба и хип-хопа. Распалась в 1996 году после смерти лидера, Брэдли Ноуелла, от передозировки героина. Выпустила три основных альбома; получила известность после последнего и самого известного альбома «Sublime», в основном уже после распада группы. Считается многими самой известной американской рок-группой в 1997 году.
Творчество группы иногда затрагивает тему наркотиков (Smoke Two Joints, Get Ready т. п.); причём Бад Гох и Брэдли Ноуелл страдали и неоднократно пытались вылечиться от героиновой зависимости, в результате которой последний умер в 1996 году.

## Дискография
- 40 oz. to Freedom (1992)
- Robbin' the Hood (1994)
- «Sublime» (1996)
- Yours Truly (2011)